# 최일수
최일수(崔一秀, 1924년 6월 6일~1995년 4월 21일)는 대한민국의 문학 평론가이다. 본명은 용남(龍男), 일수는 필명이다.

## 생애
1924년 6월 6일 전라남도 목포에서 2남 중 장남으로 태어났다. 북교공립심상소학교(현재의 목포북교초등학교)를 졸업한 것으로 추정되고, 목포상업학교에 진학했지만 가정 사정으로 졸업을 하지는 못했다. 1930년대 후반부터 목포 용당동에 살던 여성 작가 박화성의 집에 드나들며 독서에 탐닉했다. 이후 수리조합 등에 임시직으로 일하면서 중등학교 졸업 자격 검정고시에 합격했다. 
1954년 《조선일보》 문화부 기자를 시작으로 1973년까지 《서울신문》 문화부 차장, 기획 위원, 한국신문윤리위원회 심의 위원 등을 역임했다. 1955년 《조선일보》 신춘문예에 평론 ＜현대문학과 민족의식＞이 당선되어 본격적으로 평론 활동을 시작했고, 1957년 현대문학상 신인문학상(평론 부문 1회)을 수상했다. 
1959년 9월 고원, 장호, 홍윤숙, 신동엽, 한재수 등과 ‘시극연구회’를 결성했고, 1962년 11월 ‘KBS예술극장’에 라디오 드라마 ＜기다리는 사람＞, 1963년 2월 ＜동시 합격＞ 등의 대본을 집필했다. 그해 6월 ‘시극연구회’를 발전적으로 해체하고 ‘시극동인회’를 결성하여 10월에 무용 시 ＜분신＞을, 1966년 2월에는 신동엽의 작품 ＜그 입술에 파인 그늘＞의 연출을 맡기도 했다. 
1972년 그가 각본을 쓴 ＜수신제＞가 ‘KBS무대’에서 드라마로 방영되었고, 1976년 첫 평론집 《현실의 문학》(형설출판사)을 출간했다. 1977년부터 1988년까지 서울예술전문대학에 출강했다. 1980년 한국문학평론가협회 제2대 회장으로 취임했고, 1981년 저서 《독립운동 총서−학예, 언론 투쟁》을 집필했다. 1983년 두 번째 평론집 《민족문학 신론》(동천사)을 펴냈고, 1993년 세 번째 평론집 《분단 헐기와 고루살기의 문학》(원방각)을 펴냈으며 자유문학상을 받았다. 
1995년 2월 담도암 판정을 받고 투병 생활을 하다 4월 21일 서울특별시 풍납동의 서울중앙병원에서 사망했다.